# Sexe tàntric

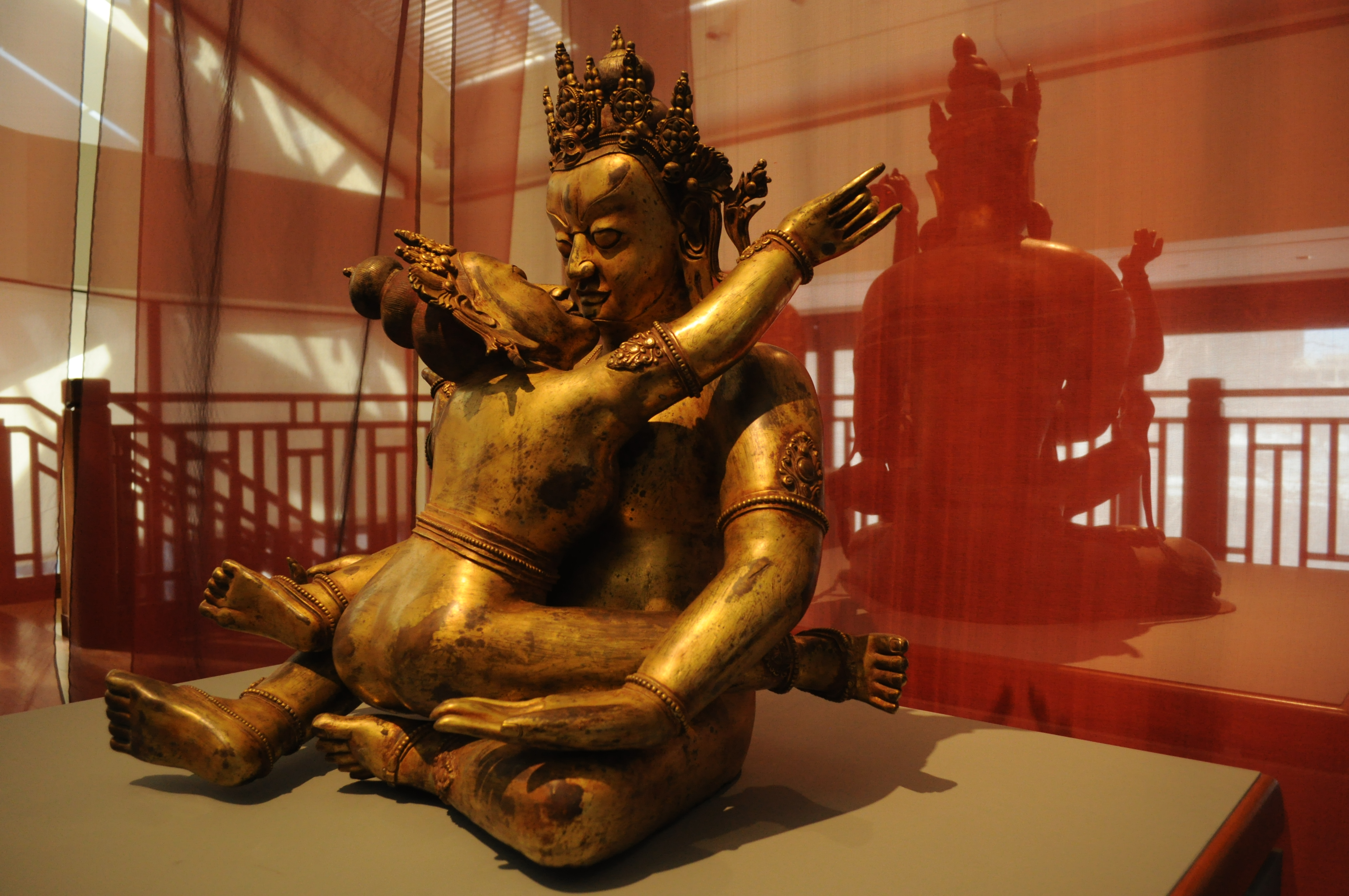
Deïtat de Jambhala (Kubera) al Tibet (segles XVIII-XIX).

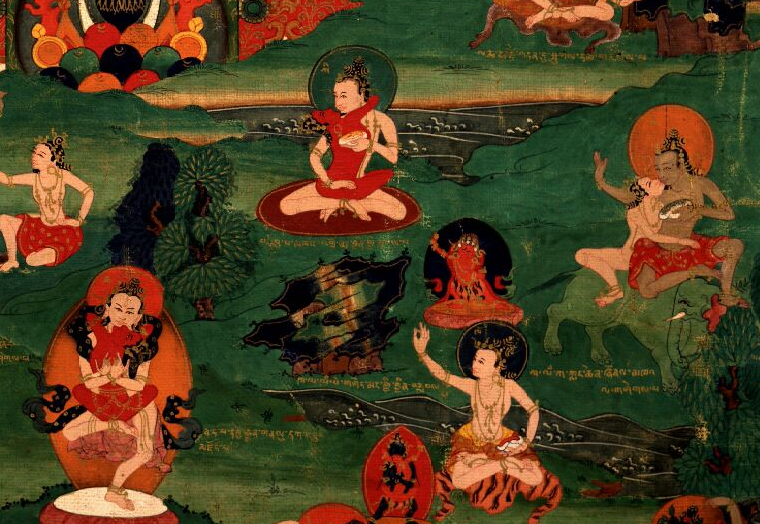
Budistes Mahasiddhas practicant ioga tàntric

El sexe tàntric o ioga sexual fa referència a una àmplia gamma de pràctiques que es duen a terme en el tantra hindú i budista per exercir la sexualitat en un context ritualitzat o iòguic, sovint associat a elements antinòmics o impurs, com el consum d’alcohol i les ofertes de substàncies impures, com la carn, a deïtats ferotges. En particular, els fluids sexuals s'han considerat "substàncies poderoses" i s'han utilitzat ritualment, ja sigui externa o internament.
Els termes actuals utilitzats en els textos clàssics per referir-se a aquesta pràctica inclouen "Karmamudra" (Tibetà: las kyi phyag rgya, "segell d'acció") en els tantres budistes i "Maithuna" (Devanagari: मैथुन, "acoblament") en fonts hindús. En el Tantra Hindú, Maithuna és la més important de les cinc makara (cinc substàncies tàntriques) i constitueix la part principal del Gran Ritual del Tantra, conegut de diverses maneres com Panchamakara, Panchatattva i Tattva Chakra. En el budisme tibetà, el karmamudra sol ser una part important de la fase de finalització de la pràctica tàntrica.
Tot i que pot haver-hi alguna connexió entre aquestes pràctiques i la literatura Kāmashāstra (que inclou el Kāmasūtra), les dues tradicions de pràctiques són mètodes separats amb objectius diferents. Com assenyala l’indòleg britànic Geoffrey Samuel, mentre que la literatura kāmasāstra tracta de la recerca del plaer sexual (kāmā), les pràctiques de ioga sexual sovint estan dirigides a la recerca de l'alliberament (moksha).

## Història

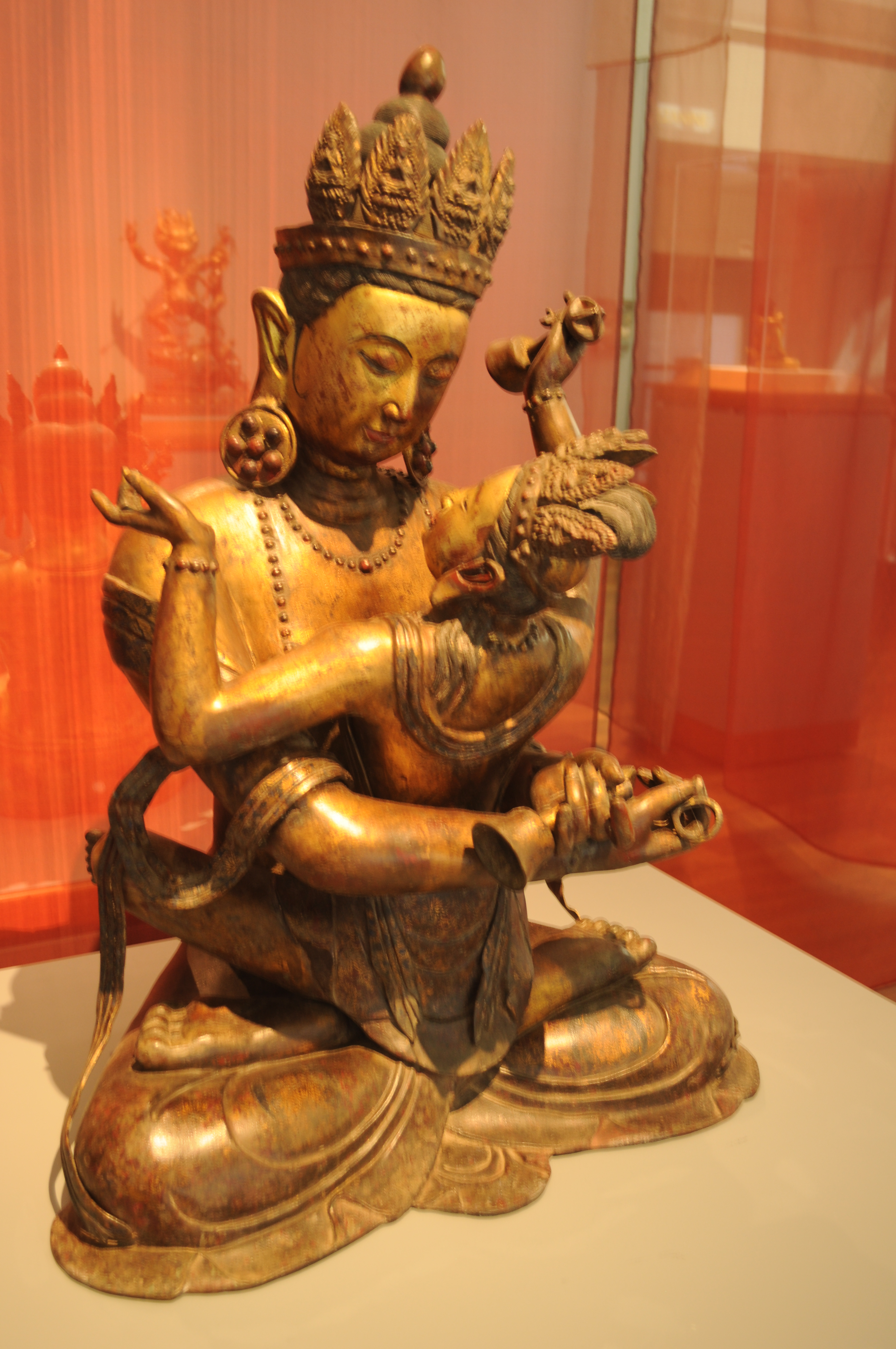
Vajradhara en unió amb consort

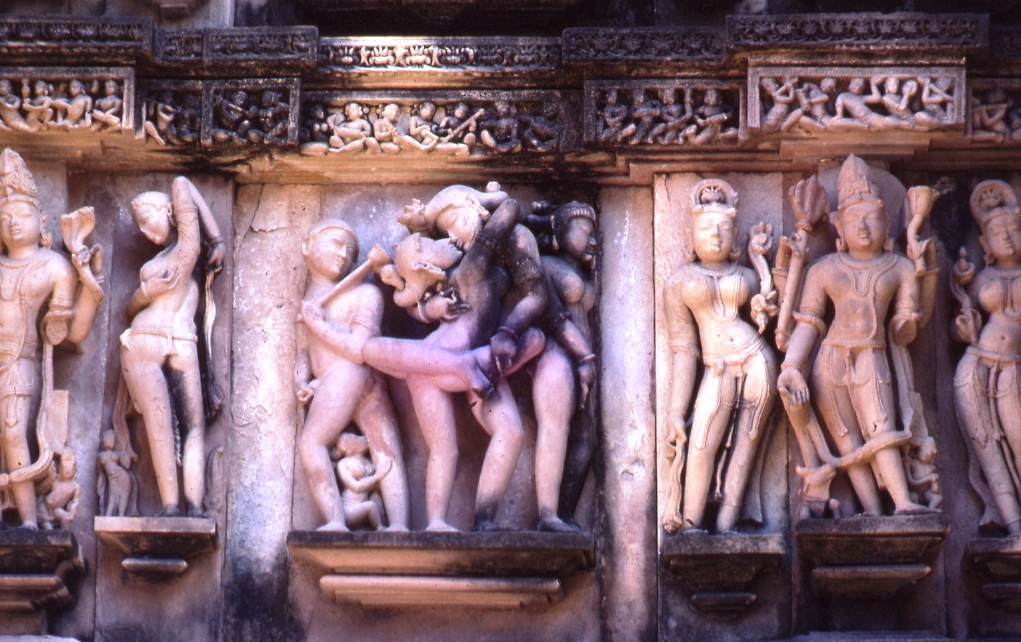
Maithuna, Temple Lakshmana, Khajuraho, Madhya Pradesh, Índia.

Segons Samuel, els textos vèdics tardans, com el Jaiminiya Brahmana, el Chandogya Upanisad i el Brhadaranyaka Upanisad, "tracten les relacions sexuals com a símbols equivalents al sacrifici vèdic i l'ejaculació de l'esperma com l'ofrena". El Brhadaranyaka Upanishad conté diversos rituals i pràctiques sexuals que, majoritàriament, tenen com aobjectiu l’obtenció d’un fill i que es refereixen a la pèrdua de la virilitat i el poder masculins. Un passatge del Brhadaranyaka Upanishad diu:
La seva vulva és el terreny del sacrifici; el seu pèl púbic és l’herba sagrada; els seus llavis majors són la premsa Soma; i els seus llavis menors són el foc que crema al centre. L'home que manté relacions sexuals amb aquest coneixement obté un món tan gran com l'home que realitza un sacrifici Soma, i s’apropia dels mèrits de les dones amb les que té relacions sexuals. Les dones, en canvi, s’apropien dels mèrits d’un home que manté relacions sexuals amb elles sense aquest coneixement. (Brhadaranyaka Upanishad 6.4.3, trad. Olivelle 1998: 88)
Una de les primeres mencions del ioga sexual es troba en el Mahayana Buddhist Mahāyānasūtrālamkāra d'Asanga (c. Segle V). El passatge diu:
"L'autocontrol suprem s'aconsegueix en la inversió de les relacions sexuals en la felicitat de Buda i en la visió sense problemes de la parella".
Segons David Snellgrove, la menció en el text d'una "inversió de les relacions sexuals" podria indicar la pràctica de retenir l'ejaculació. Snellgrove afirma:
No és en absolut improbable que ja al segle v, quan Asanga escrivia, aquestes tècniques de ioga sexual s’utilitzessin en prestigiosos cercles budistes, i que el mateix Asanga acceptés aquesta pràctica com a vàlida. El poder natural de la respiració, inspirant i espirant, era certament acceptat com una força essencial a ser controlada tant en el ioga budista com en l'hindú. Per què llavors no el poder natural de la força sexual? […] Un cop establert que el ioga sexual ja era considerat per Asanga com una pràctica iògica acceptable, resulta molt més fàcil entendre com els tractats tàntrics, malgrat la seva aparent contradicció amb els ensenyaments budistes anteriors, van ser tan fàcilment canonitzats en els segles següents.
Segons Geoffrey Samuel, si bé és possible que existís algun tipus de ioga sexual al segle IV o V,
No obstant això, les proves substancials d'aquestes pràctiques daten d'una època considerablement posterior, dels segles vii i viii, i deriven dels cercles tàntrics de Saiva i budistes. Aquí veiem el ioga sexual com a part d’un complex específic de pràctiques. A la banda Saiva s'associa amb una sèrie de mestres reconeguts en el sud i nord de l'Índia, els mestres Cittar (Siddha) del sud, incloent Tirumülar i Bogar, i els anomenats Nath del nord, on els principals noms són Matsyendra (Matsyendranath) i Gorakh (Gorakhnath). A la banda budista, s’associa amb els anomenats Tantras Mahayoga. Aquests desenvolupaments semblen produir-se més o menys al mateix temps en les tres zones.
Jayanta Bhatta, l'erudit del segle IX de l'escola de filosofia hindú Nyaya i que va comentar la literatura del Tantra, va afirmar que les idees tantriques i les pràctiques espirituals estan majoritàriament ben situades, però també té "ensenyaments immorals", com les de l'anomenada secta secta "Nilambara", on els seus practicants "porten simplement una peça blava i després, com a grup, practiquen sexe públic sense restriccions" en els festivals. Segons ell, aquesta pràctica és innecessària i amenaça els valors fonamentals de la societat.
Douglas Renfrew Brooks afirma que els elements antinòmics, com l'ús de substàncies intoxicants i el sexe, no eren animistes, sinó que es van adoptar en algunes tradicions Kaula per desafiar al devot tàntric a trencar les "distincions entre la realitat última de Brahman i el món físic i mundà". Combinant tècniques eròtiques i ascètiques, afirma Brooks, el Tàntric va trencar tots els supòsits socials i interns, esdevenint semblants a Xiva. Al xaivisme del Caixmir, afirma David Gray, les idees transgressores antinòmiques van ser interioritzades, per a la meditació i la reflexió, i com a mitjà per "realitzar una subjectivitat transcendent".
Les pràctiques sexuals tàntriques sovint es consideren excepcionals i eltistes, i no són acceptades per totes les sectes. Només es troben en alguna literatura tàntrica pertanyent al tantra budista i hindú, però estan totalment absents del tantra jainista. En la tradició Kaula i d'altres on s'esmenten els fluids sexuals com a substàncies de poder i el sexe ritual, els estudiosos no es posen d'acord en les seves traduccions, interpretacions i significat pràctic. Tot i això, les emocions, l'erotisme i el sexe es consideren universalment en la literatura tàntrica com una cosa natural, desitjable, un mitjà de transformació de la deïtat interior, per "reflectir i recapitular la felicitat de Xiva i Xacti". El plaer i el sexe són un altre aspecte de la vida i una "arrel de l'univers", el propòsit s'estén més enllà de la procreació i és un altre mitjà per al viatge i la realització espiritual.
Aquesta idea floreix amb la inclusió de l’art kama en l'art dels temples hindús i els seus diversos manuals d’arquitectura i disseny de temples, com el Shilpa-prakasha de l'erudit hindú Ramachandra Kulacara.

## Pràctiques
El sexe tàntric està fortament associat a la pràctica de la retenció del semen, ja que els fluids sexuals es consideren una substància energètica que cal reservar. No obstant això, tot i que ja s'esmenta als ascetes que el practicaven en el segle IV dC Mahabharata, aquestes tècniques van ser poc freqüents fins al Tantra budista tardà. Fins aquell moment, l'emissió sexual estava permesa i s'emfatitzava.
En les seves primeres formes, les relacions tàntriques solien estar dirigides a generar fluids sexuals que constituïen l'"ofrena preferida de les deïtats tàntriques". Alguns textos extrems anirien més enllà, com el text budista del segle IX Candamaharosana-tantra, que defensava el consum dels productes de rebuig corporals de la parella sexual del practicant, com l'aigua de rentat de l'anus i els genitals. Es pensava que eren "substàncies de poder", que ensenyaven que els residus haurien de consumir-se com una dieta que "menjaven tots els budes" sense el més mínim fàstic.
En tot el primer mil·lenni, el Tantra va registrar pràctiques de retenció d'esperma, com la cerimònia de penitència d'asidharavrata i la tècnica posterior de ioga de mudra vajroli. Probablement van ser adoptats d’antigues escoles celíbriques no tàntriques, com les esmentades en el Mahabharata. Les obres tàntriques budistes van desviar el focus d'atenció de l'emissió sexual cap a la retenció i aquesta perllongada intencionalment, “interioritzant” així l’ofrena tàntrica de fluids dirigida a les deïtats.
Al Tantra budista de Kalachakra, una tradició tibetana del segle xi, l'emissió de semen només es reservava als mestres i als il·lustrats.
L'escola japonesa del segle XII Tachikawa-ryu, no desaconsellava l'ejaculació en si mateixa, ja que la considerava una "pluja d'amor que contenia milers de budes potencials". Van utilitzar l'emissió de fluids sexuals en combinació amb l'adoració de cranis humans, que es recobririen amb la barreja resultant per crear honzon. No obstant això, aquestes pràctiques es van considerar herètiques, el que va portar a la supressió de la secta.